# الفن الجرماني

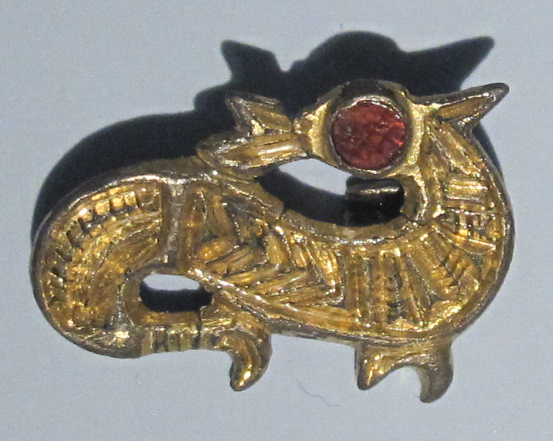

يشير مصطلح فن عصر الهجرات إلى أعمال الجرمان الفنية خلال عصر الهجرات (من عام 300 إلى 900). وهو يشمل فن القبائل الجرمانية في أوروبا، وكذلك بداية الفن الجزري أو فن الهايبر- ساكسوني للأنجلوساكسونيين والكلتيك في الجزر البريطانية. ويغطي أيضًا العديد من الأساليب الفنية المختلفة بما في ذلك الأسلوب متعدد الألوان والنمط الحيواني. تطورت فنون عصر الهجرات بعد التنصير إلى مدارس مختلفة من الفن في بدايات القرون الوسطى في أوروبا الغربية والتي كانت تصنف عادةً حسب المنطقة، مثل: الفن الأنجلوساكسوني والفن الكارولنجي، وذلك قبل تطور أساليب الفن الرومانسكي والقوطي في جميع أنحاء أوروبا.

## خلفيته
خلال أزمة القرن الثالث (انهيار الإمبراطورية الرومانية)، أصبح الجيش مكونًا في أغلبيته من الجرمان، وعندما دفع الهون في القرن الرابع القبائل الألمانية باتجاه الغرب، امتدوا عبر حدود الإمبراطورية وبدؤوا بالاستقرار هناك. استقر القوط الغربيون في إيطاليا ثم إسبانيا، بينما استقر الفرنجة في الشمال في بلاد الغال وألمانيا الغربية، أما في القرن الخامس تعرضت بريطانيا للغزو من قبل شعوب الأنجل والساكسون واليوت. وبحلول نهاية القرن السادس الميلادي، استُبدلت الإمبراطورية الرومانية الغربية بالكامل تقريباً بممالك جرمانية (الممالك البربرية) اتصفت بالقوة ولكنها كانت أقل تنظيماً من الناحية السياسية.
لم تكن هذه الممالك متشابهةً أبدًا، إلا أنها اشتركت في بعض السمات الثقافية. استقروا في أراضيهم الجديدة وعملوا في الزراعة والصيد. لم تُظهر التقاليد أي أدلة أثرية معبرة عن الأعمال الفنية الضخمة، مثل: الهندسة المعمارية أو المنحوتات الكبيرة المصنوعة من مواد ثابتة، بل أظهرت على العكس من ذلك: الفن «المحمول» المستخدم للعرض الشخصي، والذي عادةً ما يكون لأهداف عملية، مثل: الأسلحة ولجام الخيول والأدوات والمجوهرات المثبتة على الملابس. معظم الفنون الناجية من الشعوب الجرمانية هي عبارة عن زينة شخصية أو فنون محمولة كانت قبل حركة التنصير تدفن مع أصحابها، ويُعتقد أن الكثير من هذه الفنون قد فُقد.
تسيطر ثلاثة أنماط على الفن الجرماني: النمط متعدد الألوان وهو نمط نشأ مع القوط الذين استقروا في منطقة البحر الأسود. والنمط الحيواني الذي عُثر عليه في الدول الإسكندنافية، شمال ألمانيا وإنجلترا. وأخيرًا، كان هناك الفن الجزري أو فن الهايبر - ساكسوني، وهي فترة وجيزة ومزدهرة بعد التنصير، دُمجت مع النمط الحيواني وأساليب الكلت والبحر الأبيض المتوسط وغيرها من الزخارف والتقنيات.

## فن الهجرة

### النمط متعدد الألوان
اكتشف القوطيون في جنوب روسيا خلال القرن الثاني اتجاهًا جديدًا للتماثيل الذهبية والأشياء المرصعة بالأحجار الكريمة. إذ استعاروا هذا الأسلوب من السكوثيين والسارماتيين، وكان له بعض التأثيرات اليونانية الرومانية، وكان شائعًا أيضًا لدى الهون. وربما عُثر على أكثر الأمثلة شهرةً في القرن الرابع وهو: كنز بتروسا (رومانيا)، والذي يتضمن بروشًا لنسر ذهبي كبير. يأتي شكل النسر من شرق آسيا وهو ناتج عن مشاركة أسلاف القوط في الإمبراطورية الهنكية، كما هو الحال في مشبك النسر المعدني القوطي متعدد الألوان في القرن الرابع من جنوب روسيا.
حمل القوط معهم هذا الأسلوب إلى إيطاليا وجنوب فرنسا وإسبانيا. ومن الأمثلة المشهورة: النسر القوطي (البروش) من مدينة تشيزينا في إيطاليا، الموجود الآن في متحف نورنبرغ. مثال آخر: التاج القوطي النذري متعدد الألوان، الذي كان خاصًا بملك طليطلة، وُجد التاج في نحو عام 670 بالقرب من طليطلة. أُثبتت شعبية هذا الأسلوب من خلال اكتشاف السيف متعدد الألوان في قبر الملك شيلديريك الأول (المتوفى عام 481)، في الشمال من جبال الألب.

### النمط الحيواني
ابتُكرت دراسة الزخارف الشمالية الأوروبية، أو «الجرمانية» ذات الشكل الحيواني من قبل برنارد سالين في عملٍ نُشرَ له عام 1904. إذ صنف الفن الحيواني في الفترة الممتدة ما بين 400 إلى 900 إلى ثلاثة أطوار: النمط الأول والثاني والثالث. بقيت أصول هذه الأساليب المختلفة موضع نقاش كبير؛ إذ يوجد عنصران، الأول: تطور الاتجاهات في الفن الشعبي الروماني في المقاطعات، والثاني: التقاليد القديمة عند شعوب الصحراء الآسيوية البدوية. عُثر على الأسلوبين الأولين على نطاق واسع في جميع أنحاء أوروبا في فن الشعوب «البربرية» خلال عصر الهجرات.
النمط الأول. ظهر أولاً في شمال غرب أوروبا، وأصبح نمطًا جديدًا ملحوظًا مع إدخال تقنية الزخرفة الهندسية على الخشب المطبقة على البرونز والفضة في القرن الخامس. ويتميز بوجود الحيوانات المقسمة أجسامها إلى عدة أقسام، والتي عادةً ما تظهر على هوامش الزخرفة للتصاميم المعنية بشكل رئيسي بالأنماط المجردة.
النمط الثاني. تراجع النمط الأول بعد نحو 560-570  سنة من بدايته وبدأ النمط الثاني لسالين يحل محله. كانت حيوانات النمط الثاني عبارة عن وحوش كاملة، لكن أجسادها ممدودة إلى «شرائط» متشابكة مع بعضها في أشكال متناظرة، ونادراً ما توجد لها أرجل، وهي تميل إلى شكل الثعابين، وغالباً ما تتميز الرؤوس بخصائص أنواع أخرى من الحيوانات. أصبحت الحيوانات مصنفة ضمن أنماط التزيين، باستخدام فن التشابك. مثال: يواجه اثنان من الدببة بعضهما البعض في تناظر تام (مواجهة)، ويشكلان شكل قلب. يمكن العثور على أمثلة للنمط الثاني على أغطية محافظ النقود الذهبية.
لم يعد من المفيد للغاية الحديث عن النمط الجرماني العام، إذ طُوّر نحو 700 نمط بعده. وعُثر على النمط الثالث بشكل رئيسي في الدول الإسكندنافية، ويمكن أن يطلق عليه أيضًا اسم فن الفايكنغ.

### التأثير المسيحي
تأثر فن المينا البيزنطية بشدة بصناعة الأدوات المعدنية خلال عصر الهجرة. ظهرت الكنيسة في بدايات عصر الهجرة باعتبارها القوة الوحيدة فوق الوطنية في أوروبا بعد انهيار الإمبراطورية الرومانية. وكانت المؤسسة الوحيدة التي تمكنت من الحفاظ على أساسيات مختارة من الحضارة الكلاسيكية. ومع اقتراب اكتمال تنصير الشعوب الجرمانية بحلول نهاية القرن السابع في أوروبا الغربية، أصبحت الكنيسة الراعي الرئيسي للفن، من خلال توكيل الفنانين بمهام مثل: تذهيب الكتب وغيرها من الأشياء المتعلقة بالطقوس الدينية. أظهرت السجلات انخفاضًا ثابتًا في الأشكال الجرمانية وازديادًا في تأثير الفن المتوسطي. حدثت هذه العملية بسرعة مع القوطيين في إيطاليا وإسبانيا، وببطء أكثر بالنسبة للشمال. يمكن ملاحظة هذا التغيير في مخطوطة من القرن الثامن، إذ لم تحتوِ على عناصر من النمط الثاني، وعلى العكس من ذلك أظهرت أساليب قادمة من البحر الأبيض المتوسط.

## الفن الجزري
كان الفن الجزري، المعروف غالبًا باسم فن الهايبر - ساكسوني، خاصةً فيما يتعلق بتذهيب الكتب، محصوراً في بريطانيا العظمى وأيرلندا وكان مزيجًا من التقاليد الجرمانية (عبر الأنجلوساكسونيين) مع تقاليد الكلتيك (عبر الرهبان الأيرلنديين). شُوهد بدايةً في أواخر القرن السابع عشر ثم استمر في بريطانيا لمدة 150 سنة تقريبًا حتى غزوات الفايكنغ في القرن التاسع (ثم ظهر الفن الأنجلوساكسوني)، وفي أيرلندا حتى القرن الثاني عشر (ظهر بعد ذلك الفن الرومانسكي).

### التاريخ
تحولت أيرلندا إلى المسيحية من خلال بعثات قادمة من بريطانيا وأوروبا، ابتداءً من منتصف القرن الخامس، بينما كانت شعوب الأنجل والساكسون واليوت في نفس الوقت مستقرة في إنجلترا. منع التجزؤ السياسي الشديد لأيرلندا وافتقارها التام للتنمية الحضرية ظهور هيكل كنسي قوي. ثم ظهرت الرهبانية كقوة مهيمنة في المسيحية الأيرلندية، وبالتالي في الفن المسيحي الأيرلندي.